# Pera Orinis
Pera Orinis lub Pera (gr. Πέρα Ορεινής lub Πέρα) – wieś w Republice Cypryjskiej, w dystrykcie Nikozja. W 2011 roku liczyła 1372 mieszkańców.